# Дом.рф (банк)
Банк ДОМ.РФ — универсальный российский банк, входит в госкорпорацию АО «ДОМ.РФ». Штаб-квартира — в Москве. По состоянию на октябрь 2024 года входит в топ-15 по капиталу и топ-10 по активам среди всех российских банков. Занимает третью позицию среди всех российских банков по совокупному объёму ипотечного портфеля (вместе с АО «ДОМ.РФ») и объёму проектного финансирования застройщиков (уполномоченный банк в сфере жилищного строительства с 2018 года).
Образован в 2017 году на базе санируемого банка «Российский капитал», путём передачи 100 % акций в уставный капитал АО «ДОМ.РФ», новое название получил в 2018 году. В 2019 году процедура финансового оздоровления была завершена и банк досрочно перешёл под общий надзор со стороны Банка России.
Банк работает в сфере ипотечного и корпоративного кредитования (в частности, в области финансирования жилищного строительства), обслуживает юридических лиц, проводит операции с ценными бумагами. Крупнейшими источниками фондирования банка выступают средства на счетах корпоративных клиентов, собственные средства, вклады населения.

## История
В декабре 2017 года 100 % акций банка «Российский Капитал» были переданы АО «ДОМ.РФ», в декабре 2018 года после изменения устава банк изменил фирменное наименование на Банк ДОМ.РФ.
По итогам 2018 года Банк ДОМ.РФ получил прибыль в размере 4,2 миллиарда рублей против убытка в 14,1 миллиарда рублей в 2017 году. В 2019 году банк восстановил нормативы достаточности капитала, выполнил основные мероприятия по финансовому оздоровлению и досрочно перешел под общий надзор со стороны Банка России.

## Деятельность
Банк ДОМ.РФ — универсальный банк с акцентом на жилищной сфере. Основными направлениями деятельности банка ДОМ.РФ являются ипотечное кредитование и финансирование застройщиков. Помимо этого, банк предоставляет широкий спектр традиционных банковских продуктов.
Чистая прибыль банка по международным стандартам финансовой отчетности (МСФО) по итогам 2024 года составила 42,3 млрд рублей, по сравнению с 2023 годом показатель вырос на 45%. Активы – увеличились на 40% и составили 3,6 трлн рублей.
Головной офис располагается в Москве.

## Уполномоченный банк в сфере жилищного строительства
В соответствии с поручением Президента РФ в целях реализации принятых в 2018 году поправок к ФЗ-214 «Об участии в долевом строительстве…» Банк ДОМ.РФ стал уполномоченным банком в сфере жилищного строительства.
Банк является одним из опорных кредиторов отрасли строительства жилья в рамках перехода от долевого к проектному финансированию с использованием счетов эскроу. Данный механизм обеспечивает безопасность и надёжность вложений средств граждан в строительство жилья, делая невозможным появление новых обманутых дольщиков. Застройщику же данный механизм гарантирует постоянное финансирование строительства жилья на всех этапах независимо от текущих продаж.
При поддержке Банка ДОМ.РФ реализуется 780 проектов жилищного строительства в 78 регионах России. Банк занимает третье место по площади и количеству финансируемых жилищных проектов и второе место среди банков по региональному охвату..

## Ипотека
Банк ДОМ.РФ входит в ТОП-3 российских банков по ипотечному портфелю (вместе с ДОМ.РФ).
Банк предоставляет различные ипотечные программы инициированные правительством РФ в рамках так называемых госпрограмм, среди них:
- «Семейная ипотека»[20] для семей с детьми.
- «Дальневосточная ипотека»[21] на покупку жилья в Дальневосточном федеральном округе.
- «Ипотека для IT-специалистов»[22].

Банк ДОМ.РФ входит в тройку лидеров по объёму кредитования в рамках федеральных программ «Дальневосточной ипотеки» и «Семейной ипотеки». Банк входит в топ-4 по ипотечному кредитованию индивидуального жилищного строительства (ИЖС).
С 2020 года Банк ДОМ.РФ выдает ипотеку на индивидуальное жилищное строительство (ИЖС). В 2023 году запущен пилотный проект для подрядчиков «ИЖС-Подряд» — финансирование строительства индивидуальных домов по договорам подряда для дальнейшей покупки гражданами с использованием механизма эскроу. Одновременно первым на рынке начал выдавать ипотеку на ИЖС по договору подряда с эскроу.
В 2023 году Банк ДОМ.РФ запустил подачу заявки на ипотеку по QR-коду, без заполнения анкеты и предоставления документов. Также банк предоставляет дистанционную ипотеку — клиенты могут не приходить в офис банка для проведения ипотечной сделки, а документацию подписывают с помощью электронной подписи, которую оформляет выездной сотрудник банка.

## Кредитование малого и среднего бизнеса
Банк ДОМ.РФ предоставляет полный спектр продуктов и сервисов для клиентов малого и среднего бизнеса. Участие в реализации госпрограмм поддержки МСБ и собственные решения банка позволили за 2022—2023 годы нарастить количество клиентов банка в этом сегменте на четверть, на 40 % нарастить объём кредитования, войдя в ТОП-5 российских банков по объёмам кредитования предприятий МСБ.

## Кредитование туристических проектов
Банк активно развивает сферу туризма. Входит в тройку российских банков по объёмам кредитования в рамках программы льготного финансирования туристической инфраструктуры. С участием Банка ДОМ.РФ в разных регионах России ведется строительство более 6 тыс. гостиничных номеров и несколько крупных инвестиционных проектов, посещаемость которых составит не менее 4 млн человек в год.

## Цифровизация
В Банке ДОМ.РФ запущены цифровые сервисы, которые обеспечивают скорость, удобство и безопасность оказываемых услуг. Так, в 2022 году банк подключился к госсервису «Цифровой профиль гражданина», который в режиме «одного окна» позволяет при согласии пользователя получать данные, содержащиеся в Госуслугах, что упрощает для клиентов процесс оформления ипотечных кредитов. По данным банка, доля заявок, оформляемых на кредитные продукты с помощью цифрового профиля, составляет на октябрь 2024 года более 75 %.
В 2023 году Банк ДОМ.РФ первым в стране запустил подачу заявок на ипотеку по QR-коду, а в июле 2024 года внедрил технологию распознавания информации о приобретаемой квартире с помощью искусственного интеллекта. Все данные автоматически поступают в информационную систему банка менее чем за минуту. Это позволило снизить влияние человеческого фактора при оформлении кредита и сократить время сбора информации о предмете ипотеки. Банк является участником пилотных проектов Банка России в области финансовых технологий. В 2023 году Банк ДОМ.РФ подключился к тестированию цифрового рубля, а в 2024 году — универсального QR-кода НСПК (Национальной системы платежных карт).
Организация является членом Ассоциации Финтех и участвует в следующих направлениях Ассоциации: развитие открытых API, технологии страхового рынка, удаленная идентификация и менеджмент цифровой идентичности, облачные сервисы и другие.

## Устойчивое развитие
Банк ДОМ.РФ — лидер среди организаторов размещений облигаций в форматах устойчивого развития в России по итогам 2023 года. На ноябрь 2024 года при его участии состоялось 16 таких выпусков на 178,6 млрд руб. Среди них — первый в России выпуск «зеленых» ипотечных ценных бумаг объёмом 5,5 млрд рублей, первый в России выпуск «зеленых» облигаций девелопера. Также банк стал организатором дебютного в России выпуска ЦФА в формате устойчивого развития.
Банк ДОМ.РФ в 2023 году дебютировал на долговом рынке с выпуском «зеленых» облигаций. Кроме того, банк на регулярной основе маркирует свой портфель. По итогам первой половины 2023 года порядка 30 % проектного финансирования составляют кредиты, выданные на строительство энергоэффективных зданий. Также более 30 % ипотечного портфеля — кредиты на покупку квартир в энергоэффективных домах.
В апреле 2023 года Банк ДОМ.РФ впервые раскрыл годовой отчет по устойчивому развитию о достижениях в области экологической, социальной ответственности и корпоративного управления за 2022 год. В 2024 году рейтинговое агентство «Эксперт РА» впервые присвоило Банку ДОМ.РФ рейтинг — сразу на уровне ESG-II (a), что соответствует очень высокому уровню соблюдения интересов в области устойчивого развития при принятии ключевых решений.

## Другие продукты
Помимо жилищного кредитования и ипотеки банк занимается карточным и расчетным бизнесом, размещением депозитов и обслуживанием «зарплатных» клиентов, расчетно-кассовым обслуживанием, эквайрингом, корпоративным кредитованием. Банк также активно развивает сегменты «Премиум» и Private Banking. По итогам 2023 года увеличил объём активов под управлением (assets under management) в сегменте Private Banking практически вдвое, клиентская база выросла более чем в полтора раза.

## Рейтинги
- НКР

2024 год AA.ru прогноз «Позитивный»
- АКРА

2024 год АA(RU) прогноз «Стабильный»
- Expert

2024 год ruAA прогноз «Позитивный»

## Награды
Банки.ру
- Экспертный совет премии Банки.ру определил вклад «Мой Дом» Банка ДОМ.РФ вкладом 2023 года[46].

Сравни
- Банк победил в 2023 году в номинации «Ипотека года» ежегодной национальной премии Сравни. Наивысшую оценку по результатам голосования экспертного совета премии и аудитории маркетплейса получил сервис быстрого оформления потеки по QR-коду[47].

Премия по клиентскому опыту CX World Awards
- Банк ДОМ.РФ победил в номинации «Эффективное применение технологий в СХ» с проектом «QR технологии в ипотечном кредитовании» Ежегодной премии по клиентскому опыту CX World Awards[48].

Национальная банковская премия
- Банк ДОМ.РФ победил в номинации За повышение эффективности бизнеса с проектом «Дистанционное открытие аккредитива и бесплатное пополнение на сайте банка»[49].

Retail Finance Fwards
- Банк ДОМ.РФ победил в номинации лучший ипотечный продукт с проектом «е-закладная» на права требования[50].

Специальная награда Зелёная планета ESG
- Номинация «Безбумажный офис»[51].

Премия Frank Premium Banking Award 2024
- Награда «Лучшее предложение по вкладам и накопительным счетам для премиальных клиентов»[52].

## Санкции
24 мая 2022 года, банк включён в санкционный список Украины.
19 мая 2023 года, из-за российского вторжения на Украину, банк включён в список санкций Великобритани из-за участия в получении выгоды от правительства России. 
18 июля 2025 года банк включён в список санкций Евросоюза, которые запрещают европейским финансовым организациям любые транзакции с банком.

## Руководство и акционеры
100 % голосующих акций банка принадлежит АО «ДОМ.РФ».
Председатель правления банка — Грицкевич, Максим Александрович .